# Lascheiderhof
Lascheiderhof ist ein Ortsteil der Stadt Hermeskeil im Landkreis Trier-Saarburg in Rheinland-Pfalz.
Er liegt an der Bundesstraße 52 auf etwa 532 m über NHN.

## Geschichte
Die Verwaltung des Amtes Grimburg kam um 1690 zum kurfürstlichen Hof in Lascheid bei Hermeskeil.
Eine Kapelle am Lascheiderhof existierte bis etwa 1850.
Nach Meyers Orts- und Verkehrslexikon hatte die Häusergruppe Lascheiderhof 1912/1913 34 Einwohner, das nahegelegene Lascheider Neuhaus hatte zu diesem Zeitpunkt 13 Einwohner.

## Kulturdenkmäler
In der Liste der Kulturdenkmäler in Hermeskeil ist für Lascheiderhof eine Takenplatte mit dem Wappen des Trierer Kurfürsten Clemens Wenzeslaus von Sachsen, bezeichnet 1793, als Kulturdenkmal aufgeführt.